# Dolmen de Pierrefitte
Le dolmen de Pierrefitte est un dolmen situé sur la commune d'Auzouer-en-Touraine dans le département de l'Indre-et-Loire.

## Historique
Le dolmen a été fouillé par le comte de Baillivy en 1843, le mobilier archéologique découvert est désormais perdu. Le monument a curieusement été classé monument historique par la liste de 1889 en tant que menhir.
Le dolmen est constitué d'une table de couverture mesurant 3 m de long sur 2 m de large reposant sur deux orthostates mesurant respectivement 2,20 m et 1,90 m de longueur sur environ 1 m de hauteur. Toutes les dalles sont en grès.